# Robert Koch
Heinrich Hermann Robert Koch (Clausthal, 11 december 1843 – Baden-Baden, 27 mei 1910) was een Duits medicus en ontdekker van de tuberculose-bacterie.

## Biografie
Koch werd geboren als een van dertien kinderen van Hermann Koch en Mathilde Julie Henriette Biewend. Zijn vader was mijnbouwingenieur. Tijdens zijn jeugd verzamelde Koch mineralen, insecten en korstmossen. In 1862 begon hij zijn studie medicijnen aan de universiteit van Göttingen. Vier jaar later rondde hij zijn studie af. Na een kort dienstverband als legerarts tijdens de Frans-Duitse Oorlog (1870/1871) werd hij huisarts in Wollstein.
Nadat hij een microscoop van zijn vrouw had gekregen als cadeau voor zijn 29ste verjaardag, bouwde hij een hoek van zijn Wollstein-Klinik om tot een laboratorium en begon er de ziekten van zijn patiënten te bestuderen. In 1880 werd hij te Berlijn aangesteld bij het Keizerlijke Gesundheitsamt (Ministerie van Gezondheid).
Hij werd beroemd met de ontdekking dat bacteriën de veroorzakers zijn van miltvuur (Bacillus anthracis) in 1877, tuberculose (Mycobacterium tuberculosis) in 1882 en, op een expeditie naar Egypte en Calcutta, cholera (Vibrio cholerae) in 1883 alsook door zijn ontwikkeling van Kochs postulaten. Van 1885 tot 1910 was hij hoogleraar hygiëne aan de Berlijnse universiteit, het huidige Robert Koch-Institut, waar hij uiteindelijk geschikte laboratoriumruimte kreeg. Koch toonde aan dat bacteriën gekweekt kunnen worden op een vaste kweekbodem zoals een aardappel of op agar, dat werd bewaard in een door zijn collega Julius Richard Petri ontworpen petrischaaltje.
Voor de ontdekking van de bacterie die tuberculose veroorzaakt ontving hij in 1905 de Nobelprijs voor de Fysiologie of Geneeskunde. In 1906 werd hij opgenomen in de exclusieve Orde "Pour le Mérite". Robert Koch werd door de Pruisische regering hoog onderscheiden, hij ontving de Wilhelm Orde, de Kroonorde, het Grootkruis van de Orde van de Rode Adelaar (De IIe Klasse met ster) en Turkse en Russische onderscheidingen.
Gedurende de laatste jaren van zijn leven bezocht hij vele landen: in 1896 werd hem door de Britse regering gevraagd om naar Zuid-Afrika te komen voor het onderzoek naar en de bestrijding van runderpest. Een jaar later reisde hij als lid van de Duitse pestcommissie naar India. In de periode 1898-1899 deed Koch onderzoek naar malaria in Italië, op Java en Nieuw-Guinea, en in latere jaren naar verscheidene infectieziekten in zuidelijk Afrika. In 1906 ging hij als leider van een Duitse slaapziekte-expeditie naar Duits Oost-Afrika om onderzoek te doen naar de verwekker van de slaapziekte.
Koch was tweemaal gehuwd. Zijn eerste huwelijk was met Emmy Fraatz en het tweede met de actrice Hedwig Freiberg. Hij overleed op 66-jarige leeftijd in Baden-Baden.